# NGC 575
NGC 575 is een balkspiraalstelsel in het sterrenbeeld Vissen. Het hemelobject werd op 17 oktober 1876 ontdekt door de Franse astronoom Édouard Jean-Marie Stephan.

## Synoniemen
- IC 1710
- PGC 5634
- UGC 1081
- MCG 3-4-51
- KARA 53
- ZWG 459.72